# Средства массовой информации Таджикистана
Средства массовой информации Таджикистана охватывают широкий спектр печатных изданий, телевидения, радио, а также сети Интернет. Играют важную роль в формировании общественного мнения, а также распространении новостей о политических, социальных и экономических событиях в стране и за ее пределами. Средства массовой информации в Таджикистане начали развиваться после получения страной независимости в 1991 году и продолжают активно развиваться в настоящее время.  
В настоящее время Республика Таджикистан располагает достаточным количеством коммуникаторов информации, которые включают в себя государственное информационное агентство, телерадиовещание, издательства, газеты и журналы. Ведущими национальными учреждениями в этом направлении являются Таджикское информационное агентство Ховар, государственный телевизионный канал «Шабакаи Якум», информационный телевизионный канал «Джахоннамо», радиостанции «Ховар», «Садои Душанбе», «Точикистон», государственные печатные издания «Чумхурият», «Садои Мардум», Народная газета. 

## История средств массовой информации в Таджикистане
Исследование формирования взаимоотношений СМИ и властных структур дореволюционного и советского Таджикистана показывает, что таджикская журналистика начиналась с джадидов, социал-демократов и просветителей. Её появление являлось следствием роста национального самосознания и культуры. 
Первой таджикской газетой стала «Бухорои Шариф», издававшаяся с 11 марта 1912 по 2 января 1913 года.
В крупных городах были открыты типографии, появились первые газеты на языках местных национальностей, напечатанные типографическим способом. В самом Туркестане издавался ряд большевистских газет, таких как «Солдатский листок», «Правда», «Урал», «Рабочий», легальные прогрессивные газеты «Русский Самарканд» и др. Таджикская журналистика формировалась в начале XX века опираясь на русскую журналистику. Джадиды (99% из них были таджиками) выступали новаторами в области народного образования и просвещения. В этом деле личный пример подал Бехбуди. В 1913- 1915 гг. на свои средства он издавал газету «Самарканд» и журнал «Оина» («Зеркало»). В конце 20-х годов в советском Таджикистане была сформирована подконтрольная государству советская журналистика. Радио и пресса сыграли заметную роль в политическом просвещении и коммунистическом воспитании народных масс. С ноября 1929 г. начали печататься ежедневные республиканские газеты «Советский Таджикистан», «Кзыл Таджикистан» - «Красный Таджикистан». Народный комиссариат просвещения Таджикской АССР издавал общественно-политические и литературно- художественные журналы «Рохбари дониш» - «Путеводитель к знанию», «Дониш ва омузгор» - «Учитель и знание», «Маориф ва маданият» - «Просвещение и культура».
Интенсивное развитие таджикских СМИ в республике началось с 1997 г., после завершения гражданской войны. По данным Министерства культуры и Государственного комитета телевидения и радиовещания Таджикистана, в 2011 г. в стране уже было зарегистрировано 268 газет (96 государственных и 172 независимых), 136 журналов (64 государственных и 72 независимых), 16 радиостанций, 8 информагентств и 29 телевизионных каналов.

## Обзор и структура СМИ в Таджикистане
В республике широко представлена русскоязычная пресса, на долю которой приходится четверть печатных изданий. В смешанном языковом режиме работают четыре государственных телеканала, все радиостанции страны и информагентства. На государственных телеканалах Таджикистана программы на русском языке занимают около 10 % эфирного времени, осуществляется радиовещание через радиостанцию «Голос России». В 2010 г. в ходе встречи в Сочи глав двух государств – Э. Рахмона и Д. А. Медведева – было принято решение о возобновлении российского телевещания в Таджикистане. Но лишь одна газета «Наджот» («Спасение»), выходящая еженедельно и принадлежащая Партии исламского возрождения Таджикистана (ПИВТ), имеет статус оппозиционной. Таким образом, в Таджикистане российские СМИ обладают значительным авторитетом в плане обеспечения общества информацией с учетом того факта, что территориально более половины населения страны по меньшей мере разговаривают на таджикском и русском языках. В то время как такие страны, как Иран и США, остановились на внедрении в информационное пространство Таджикистана одного или двух видов средств информации, Россия сделала все для доступа населения страны ко всем разновидностям СМИ. Потому и таджикские СМИ с точки зрения доступа к информации находятся под материальным и идеологическим влиянием российской медийной стратегии. Проправительственные СМИ, представленные газетами «Чумхурият», «Трибуна народа», телеканалами ТВ «Точикистон», ТВ «Сафина», ТВ «Чахонамо» и информационным агентством «Ховар», отличаются отсутствием в них критической точки зрения в отношении геополитической позиции Таджикистана. Следует подчеркнуть также влияние СМИ, придерживающихся иной точки зрения в отношении геополитической позиции Таджикистана («Азия плюс», «Нигох» и «Озодагон»).

### Печатные издания
В Таджикистане существуют печатные издания различных ведомств, партий, организаций, министерств, вузов, частных компаний. Но в большинстве своем СМИ принадлежат госсектору. Среди печатных СМИ государству принадлежат около 85 % изданий (экспертная оценка по состоянию на май 2010 года). Основные печатные СМИ Таджикистана: – газета «Садоимардум» («Голос народа»); – газета «Чумхурият» («Джумхурият»); – «Народная газета»; – газета «Минбарихалк» («Народная трибуна»); – газета «Точикистон». По мнению специалистов, к настоящему времени в Таджикистане образовалась новая система печати, которая включает следующие виды прессы: официально-государственные, социально-партийные и печать политических партий, а также частно-социальные и частно-коммерческие.

### Телевидение
В республике функционирует межгосударственная телерадиокомпания «Мир» и 14 телевизионных каналов. Государственное радиовещание и телевидение распространяют информацию почти на всей территории страны. Новости передаются на таджикском, русском, узбекском и английском языках. 78 % населения регулярно смотрят российские телепрограммы.

### Радио
Радио в Таджикистане, входившего до 1991 года в состав СССР, официально начало свое вещание в 1930 году. Однако, радиосвязь на территории республики возникла в 1924 году, когда была построена первая радиостанция в городе Душанбе. Радио в Таджикистане вещает на таджикском, русском, узбекском языках, иновещание ведется на дари, фарси, арабском и английском языках.

### Интернет
Интернет в Таджикистане является одним из самых дорогих в регионе, особенно если учитывать тот факт, что размер минимальной заработной платы в стране составляет 400 сомони ($38). Обеспечивающие доступ к сетевым и глобальным СМИ, постепенно превращаются в механизм системы цензуры, что проявляется и в ограничении интернета со стороны владельцев и в повышении цен на интернет-трафики.
Основной частью аудитории интернета в стране являются пользователи сетевых СМИ. Так, согласно результатам исследования Института по освещению войны и мира (IWPR) Таджикистан занимает лидирующее место среди стран региона в контексте проникновения традиционных СМИ в сетевую среду. Результат анализа показывает, что 82% таджикских журналистов предпочитают работать в сетевой среде. Другая часть журналистов предполагает, что традиционные СМИ станут мультимедийными. По данным социологического центра «Зеркало», сегодня 45% населения страны предпочитают получать информацию в социальных сетях. Наиболее популярными признаются Facebook, Instagram, YouTube и Одноклассники. Наиболее популярными среди таджикских ресурсов считаются такие сетевые СМИ, как Somon.tj, Ozodi.org, News.tj, Vazifa.tj и Khovar.tj. Согласно официальным данным, на сегодняшний день количество пользователей интернетом в стране достигает 3 млн. человек. В то же время, по данным ИА «Азия-Плюс», количество пользователей интернета в стране достигает 1,6 млн. человек. Эта статистика также находит подтверждение в отчете интернет-сервиса Speedtest Global Index от 2020 г. Результаты исследований, проведенных международными организациями, также демонстрируют противоположную картину: по данным «Internet Accessibility Index» от 2021 г., страна занимает одно из последних мест среди стран региона по уровню развития интернета.

## Свобода слова в Таджикистане
В современном Таджикистане, как и во многих других среднеазиатских странах, прямое (законное) вмешательство в деятельность СМИ отсутствует. В Конституции РТ закреплено, что каждому гарантируется свобода слова, печати, право на пользование средствами информации. Государственная цензура и преследование за критику запрещается (ст. 30). Эти положения закреплены также в законах «О телевидении и радиовещании», «О периодической печати и других средствах массовой информации», «О праве на доступ к информации», «О государственных секретах». Кроме того, в статье 162 УК РТ закреплено, что за воспрепятствование профессиональной деятельности журналиста, угрозы в его адрес за распространение информации предусмотрен штраф либо исправительные работы на срок до двух лет . В законодательных документах, касающихся СМИ, не упоминаются названия органов цензуры, однако на практике деятельность СМИ контролируют Министерство культуры РТ, Министерство юстиции РТ и Налоговый комитет при Правительстве Республики Таджикистан. Это проявляется прежде всего в процедуре получения регистрации и лицензий, периодической проверке документов, повышении налогов, закрытии СМИ в случае нарушения законодательства, защищающего информационную безопасность, государственную тайну. Политический режим цензуры и контроля над СМИ в Таджикистане обеспечивает процесс формирования государственного контроля над информационными ресурсами. Он предоставляет возможность всем властным структурам эффективно осуществлять контроль над содержанием материалов газет, радио и телевидения, тем самым не допускать или ограничивать распространение идей, признаваемых властью нежелательными или вредными.
С различной степенью интенсивности власть в Таджикистане регулирует сетевые СМИ. Оперативная реакция субъектов стратегии технического ограничения на любые социальные и политические вызовы проявляется в блокировке интернет-сайтов и закрытии доступа к интернету по всей стране. Правовые ограничения в законодательстве страны усиливаются и способствуют расширению сферы влияния системы цензуры и контроля в сетевой среде. Эти ограничения помимо правовых и политических основ, также имеют экономические мотивы, что проявляются в контроле над Интернет-рынком со стороны власти. Совокупность этих стратегий, расширяющих сферу влияния системы цензуры и контроля, способствуют росту самоцензуры пользователей сетевых СМИ. При этом она не исключает применение коммуникационных интернеттехнологий в системе политического управления в стране.

## Роль СМИ в политике, экономике и культуре
Политическая борьба в Таджикистане неразрывно связано со СМИ. Становление демократии в стране обусловило большие перемены и мощный скачок в развитии СМИ. Пресса, радио, телевидение и интернет становятся настоящей ареной для предвыборных баталий. Особая роль в политической борьбе в Таджикистане сейчас отводится телевидению. Дороговизна печатных изданий сделала телевидение одним из самых доступных источников получения политической информации для широких слоев общества.